# Mozarteum
Mozarteum, ursprungligen med namnet Dommusikverein und Mozarteum (dommusikföreningen och mozarteum) grundades den 22 april 1841 i staden Salzburg som musikskola och en samling av Mozartrelaterade dokument. Idag inbegriper begreppet Mozarteum tre självständiga delar.

## Universität Mozarteum Salzburg
1880 grundades ur tidigare olika skolformer Öffentliche Musikschule Mozarteum (Mozarteums offentliga musikskola), som är ursprunget till dagens konstnärliga högskola. 1914 ombildades musikskolan till konservatorium och 1939 ändrades namnet till Reichshochschule Mozarteum (Rikshögskolan Mozarteum). Från 1945 hette den Musikhögskola och 1953 bytte den namn till Akademie für Musik und darstellende Kunst „Mozarteum“ in Salzburg (Akademien för musik och scenkonst ”Mozarteum” i Salzburg).
Sedan 1998 heter högskolan Universität Mozarteum Salzburg. Universitetet bedriver utbildning på stråkinstrument, trä- och bleckblåsinstrument, knäppinstrument, slagverk och i sång inom konstmusikområdet och musikpedagogik, samt även en välrenommerad utbildning för skådespelare. Idag ligger Universität Mozarteum Salzburgs huvudbyggnad i Neustadt i ”Altes Borromäum” invid Mirabellgarten på Rainerstraße. Byggnaden återinvigdes efter en omfattande renovering i september 2006.
Till universitetet hör också det musikvetenskapliga forskningsinstitutet för musikalisk receptions- och uppförandehistoria.

## Internationale Stiftung Mozarteum
För att främja utvecklingen av musikbegåvningar bildades 1880 Internationale Stiftung Mozarteum (Internationella Mozarteumstiftelsen). 1931 bildades Zentralinstitut für Mozartforschung (Centralinstitutet för mozartforskning). Institutet publicerade 1953 Neue Mozart-Ausgabe. 1881 övertogs den 1870 bildade Internationale Mozarteumstiftung som då bytte namn till Internationale Stiftung Mozarteum.

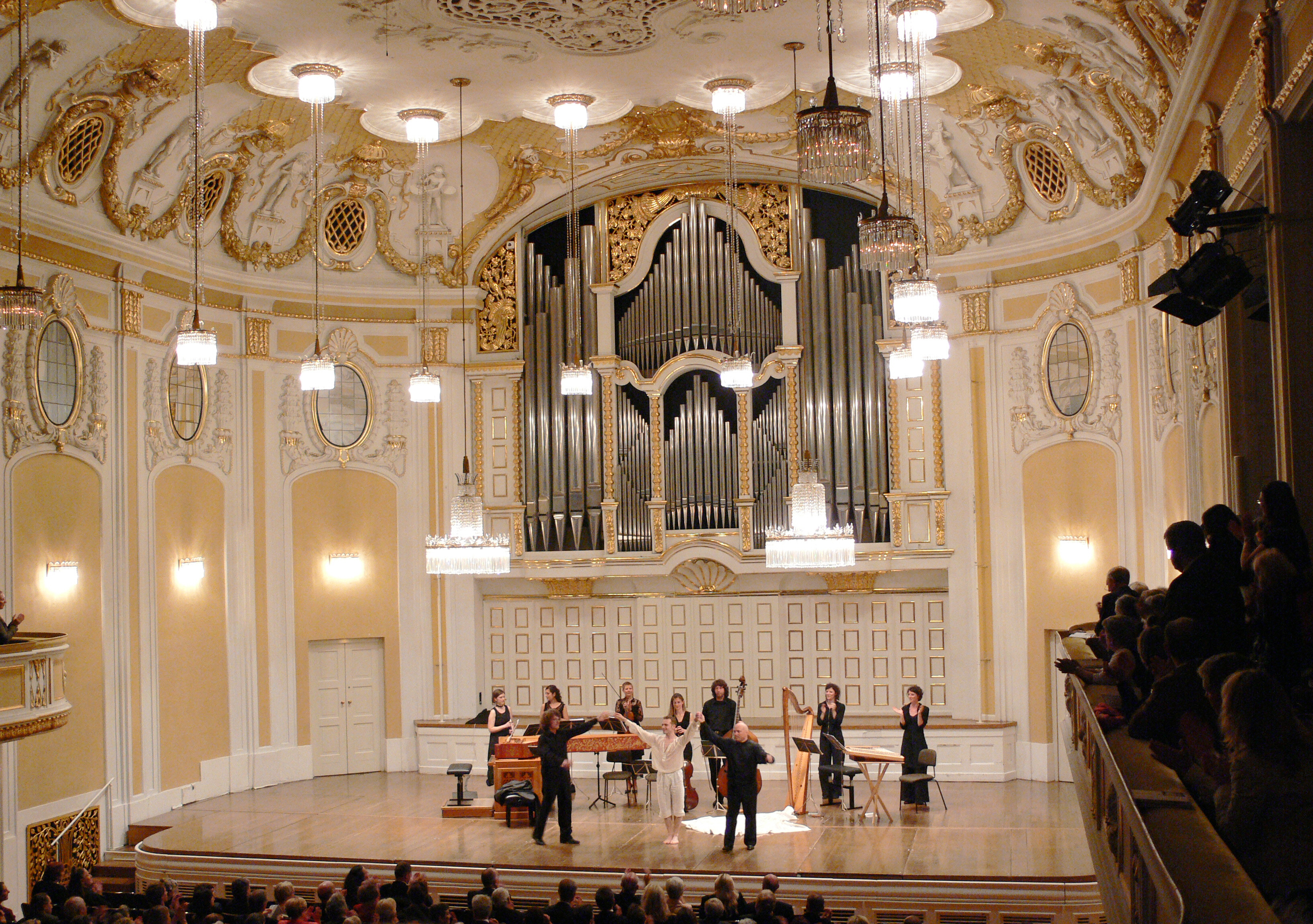
Stora salen, sedd mot scenen.

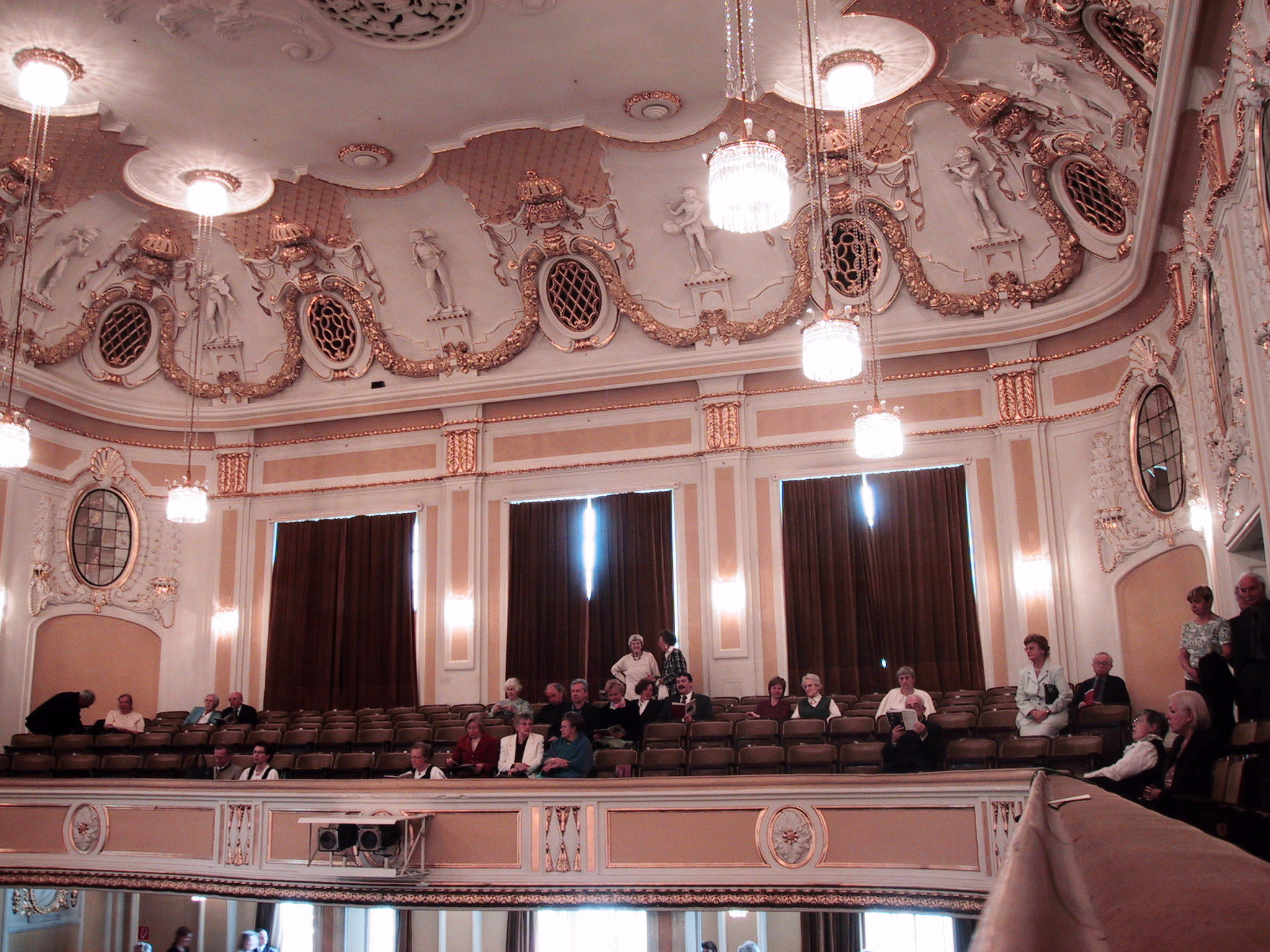
Stora salen, åskådarläktare.

Mozarteumstiftelsen har sin verksamhet i stiftelsebyggnaden, ritad av münchenarkitekten Richard Berndl. Också den intilliggande byggnaden för Mozarteums stora sal är ritad av samma arkitekt och tillhör stiftelsen. Stora salen är en av de mest populära konsertsalarna i Salzburg och är en av scenerna för Festspelen i Salzburg.

## Mozarteumorchester Salzburg

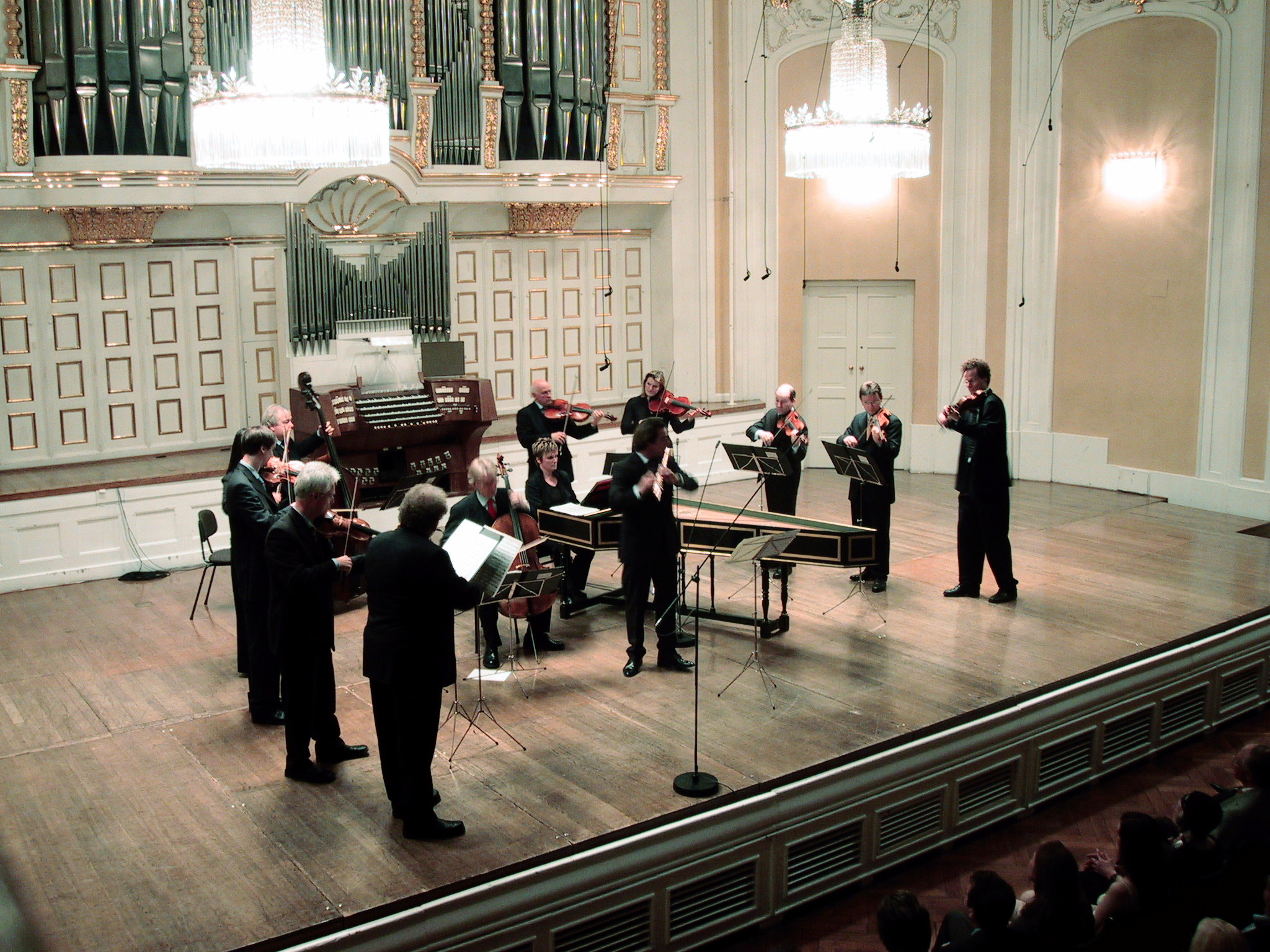
Musiker på scenen i stora salen.

Mozarteumorkestern var från början en orkester för studenterna vid musikskolan och sedermera akademien, men 1939 lösgjordes orkestern från den dåvarande akademien och ombildades till en självständig institution med yrkesmusiker. 1958 utvidgades verksamheten till att bli staden och delstaten Salzburgs symfoniorkester. Sedan hösten 2004 är Ivor Bolton chefsdirigent för Mozarteumorchester Salzburg. Orkesterns hemmaarena är orkesterhuset bredvid gamla Petersbrunnhof i Nonntal.

## Kända studenter
- Eva Rydén (operasångare, sopran) (till 1997)
- Sven-Eric Bechtolf (skådespelare)
- Thomas Bernhard (författare)
- Alessandro Borgomanero (violinist)
- Hans Brenner (skådespelare)
- Marios Joannou Elia (tonsättare) (till 2005)
- Sebastian Feicht (skådespelare)
- Heino Ferch (skådespelare) (till 1987)
- Herbert Feuerstein (kabaréartist och underhållare)
- Herbert Fux (skådespelare)
- Clemens Hagen (cellist)
- Veronika Hagen-Di Ronza (violast)
- Leopold Hager (dirigent) (1949–1957)
- Udo Jürgens (sångare och tonsättare)
- Karolina Bengtsson (Sopran)
- Herbert von Karajan (dirigent) (1916–1926)
- Johanna von Koczian (skådespelare)
- Gustav Kuhn (dirigent och regissör)
- Horst Lohse (tonsättare) (1970–1972)
- Stefan Maaß (skådespelare)
- Ulf Dirk Mädler (operasångare, baryton) (1991-1998)
- Karl Merkatz (skådespelare)
- Evmorfia Metaxaki (operasångare, sopran) (till 2004)
- Robert Meyer (skådespelare)
- Michael Popp (specialist på medeltida musik)
- Max Prodinger (sångare, tenor)
- Seda Röder (pianist) (2001–2006)
- Benjamin Schmid (violinist)
- Andrea Spatzek (skådespelare)
- Christian Spatzek (skådespelare)
- Sebastian Ströbel (skådespelare)
- Kurt Weinzierl (skådespelare) (1948–1951)
- Gerhard Wimberger (tonsättare) (1940–1947)
- Thomas Zehetmair (violinist)

## Kända lärare
- Rudolf Knoll
- Walter Ranninger
- Dietrich Haugk
- Gerhard Wimberger
- Leopold Hager
- Veronika Hagen-Di Ronza
- Clemens Hagen
- Adriana Hölszky
- Karl-Heinz Kämmerling
- Horiana Branisteanu
- Angelika Kirchschlager
- Heinrich Schiff
- Hans Gansch
- Gerhard Röthler
- Bernhard Paumgartner
- Hans Leygraf
- Barbara Bonney
- Peter Arnesen
- Dorothee Oberlinger

## Hedersutmärkelser
- Wilhelm Backhaus (hedersledamot)
- Günther G. Bauer (hedersledamot)
- Luciano Berio (hedersledamot)
- Franz Berwald (hedersledamot)
- Cesar Bresgen (hedersledamot)
- Johann Nepomuk David (hedersledamot)
- Hertha Firnberg (hedersledamot)
- Paul Hindemith (hedersledamot)
- Herbert von Karajan (hedersledamot)
- Ernst Krenek (hedersledamot)
- Franz Ledwinka (hedersledamot)
- Hans Leygraf (hedersledamot)
- Rolf Liebermann (hedersledamot)
- Carl Orff (hedersledamot)
- Bernhard Paumgartner (hedersledamot)
- Eberhard Preussner (hedersledamot)
- Ruggiero Ricci (hedersledamot)
- David Ritchie Robertson (hedersledamot)
- Fortunato Santini (hedersledamot)
- Paul Schilhawsky (hedersledamot)
- Heinz Scholz (hedersledamot)
- Sandor Vegh (hedersledamot)
- Gerhard Wimberger (hedersledamot)
- Meinhard von Zallinger (hedersledamot)
- Martin Brenner (hedersmedborgare)
- Nikolaus Harnoncourt (hedersdoktor)
- Max W. Schlereth (hederssenator)